# Districte de North Bareilly
El districte de North Bareilly fou una divisió administrativa de la Presidència d'Agra (1833-1836) i de les Províncies del Nord-oest (1836-1842), formada principalment pel que després fou el districte de Pilibhit. La capital era Pilibhit. El districte es va segregar el 1833 del districte de Bareilly però i fou incorporat altre cop el 1842.